# تیراندازی‌های تولوز و مونتوبان
تیراندازی‌های تولوز و مونتوبان (انگلیسی: Toulouse and Montauban shootings) است. مجموع سه تهاجم تیراندازی با اسلحه بود که توسط فردی به نام محمد مرا از ۱۱ تا ۱۹ مارس ۲۰۱۲ صورت گرفت، هدفها در ابتدا تیراندازی به سربازان نیروهای مسلح فرانسه، سپس کودکان و بعد هدف قرار دادن یک معلم مدرسه یهودی در شهرهای مونتوبان و تولوز در وسط فرانسه بود. در مجموع این تیراندازی‌ها، وی هفت نفر را کشت و پنج تن را زخمی کرد، و چهار نفر به‌طور وخیمی مجروح شدند.

## واقعه
- در اولین حمله که در تاریخ ۱۱ مارس رخ داد؛ یک پیاده‌نظام چترباز ارتش فرانسه در تولوز ترور شد.
- درحمله دوم که در ۱۵ مارس توسط محمد مرا انجام شد، دو سرباز فرانسوی را کشت و یک سرباز دیگر را در یک مرکز خرید در مونتوبان مجروح کرد.[۴][۵]
- در روز ۱۹ مارس نیز چهار تن از جمله سه کودک، در مدرسه یهودی اوزار هاترا در تولوز کشته شده و چهار تن دیگر زخمی شدند.

## عامل حمله
پلیس پس از شلیک به فرد مسلح و شناسایی جسد، او را که فردی ۲۳ ساله بود محمد مرا یک فرانسوی الجزایری‌تبار و اهل تولوز شناسایی کرد، او پس از یک محاصره ۳۰ ساعته در آپارتمان اجاره‌ای‌اش در تولوز، توسط واحد ویژه پلیس ضد تروریست کشته شد. طی این درگیری ۶ مأمور زخمی شدند.

## واکنش‌ها
بدنبال این رخدادها:
- فرانسه با اعلام وضعیت اضطراری، سیستم هشدار دهنده ترور را به بالاترین سطح مقامات در تمامی منطقه بحران پیرامون این ترورها متصل کرد.[۹]
- سازمان ملل متحد و بسیاری از دولت‌ها در سراسر جهان و همچنین شورای مسلمانان فرانسه این حملات را به شدت محکوم کردند.[۱۰]